# 巽他斑啄木
屬於啄木鸟科姬啄木属，主要分布于汶莱、印度尼西亚、马来西亚和新加坡。一部分分類学的权威将该鳥归入於啄木鳥屬或Picoides属。

## 分类学
該鸟于1788年由德国博学家约翰·弗里德里希·格梅林（Johann Friedrich Gmelin）在他修订和扩展編寫的《自然系统》這本書中正式描述。他将該鳥归类为綠啄木鳥屬的其他啄木鸟，并命名为「Picus moluccensis」。 格梅林的描述是基于1780年由法国博学家乔治·路易斯·勒克莱尔·德·布芬（Comte de Buffon）所撰寫的《鸟类自然史》中描述的，其標題為「Le petit épeiche brun des Moluques」。 最初的模式产地為马鲁古群岛，但之後發現是錯誤的，後來已更正为马来西亚的马六甲州。 該鳥鸟现在被归类为1854年由查尔斯·吕西安·波拿巴（Charles Lucien Bonaparte）所引入的Yungipicus属中。
目前被认定的两个亚种：
- Y. m. moluccensis （Gmelin, JF, 1788) – 源於马来半岛婆罗洲、苏门答腊、廖内群岛（苏门答腊中部以东）、邦加和勿里洞（苏门答腊南部以東）、爪哇和巴厘岛
- Y. m. grandis（Hargitt, 1882）– 源於龙目岛到阿罗尔岛（小巽他群岛西部、中部）

## 描述
此鳥體長約13公分。頭頂呈灰褐色，耳羽為深褐色，並具有兩道粗灰色的條紋，越靠近頸部條紋越細。上體呈灰褐色，翼羽為白色，翼尖亦為白色，形成交錯條紋。尾羽較短且為黑色，具有白色條紋。眼周及頸部為白色，延展至下體亦為白色。胸部具有褐色條紋，其數量由胸部至腹部逐漸遞減。翼下覆羽為白色，帶有淺褐色。本物種具有兩性異形，雄性具橙色冠羽，雌性則無。

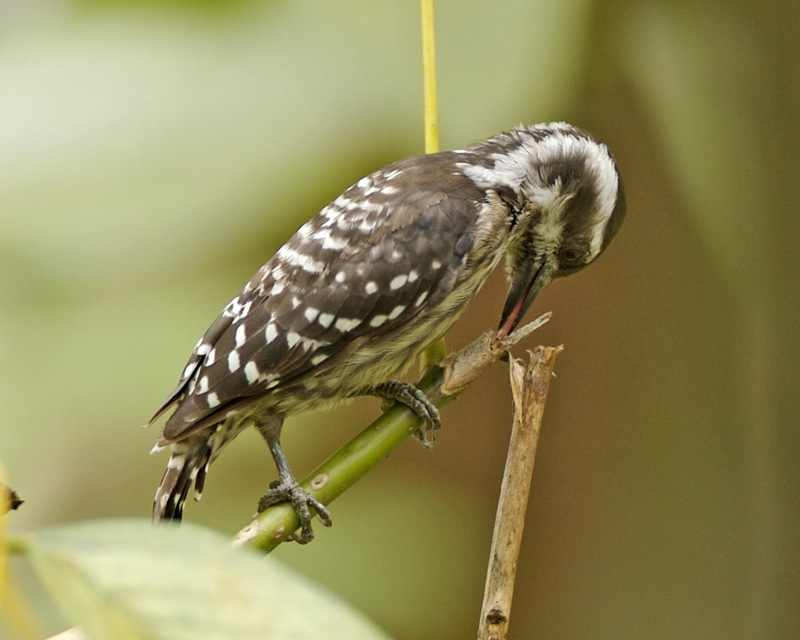
成年巽他小啄木鸟

## 分布与栖息地
該鳥類的自然栖息地主要包含了常綠闊葉林、红树闊葉林和山地闊葉林。

## 行为与生态
此鳥種於新加坡都會及森林地區廣泛分布，常見單獨或成對快速穿梭於樹林間，活躍於地面至樹冠層各個高度。

## 外部連結
- 维基共享资源上的相關多媒體資源：巽他斑啄木
- 維基物種上的相關：巽他斑啄木